# 17-m-Kutter
Die 17-m-Kutter, auch Kutter Typ D, waren genormte Fischereifahrzeuge des Schiffstyps Kutter, die in den 1930er bis 1950er Jahren für die Küstenfischerei gefertigt wurden. Der 17 Meter lange Kutter war der mit den höchsten Stückzahlen gefertigte Schiffstyp der Küstenfischerei in Mecklenburg und Vorpommern.

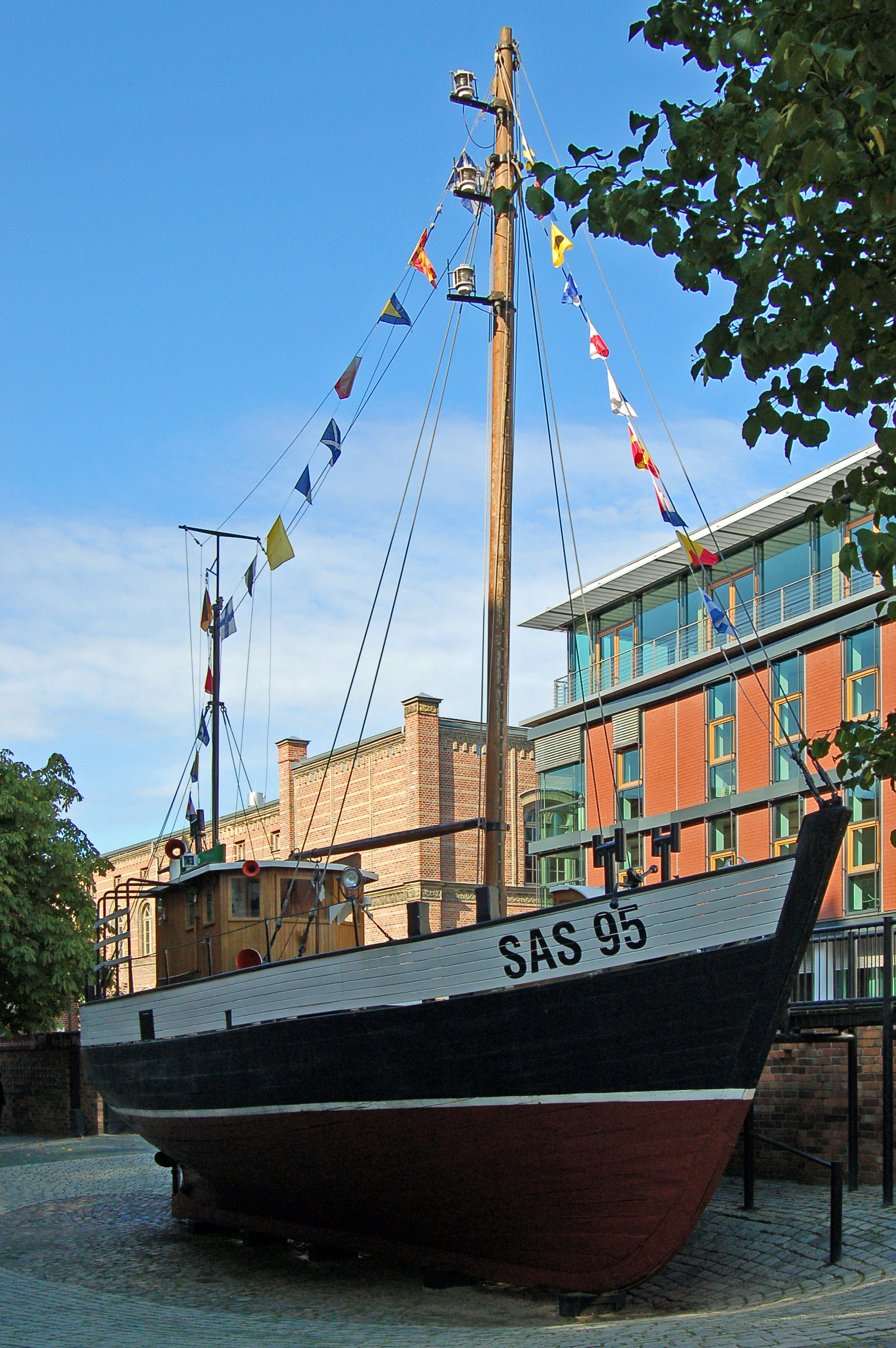
SAS 95 „Adolf Reichwein“, ein auf der Boddenwerft Damgarten gefertigter 17-m-Kutter Typ D, seit 1973 auf dem Hof des Meeresmuseums Stralsund ausgestellt.

## Einsatz
Die 17-m-Kutter kamen im küstennahen Bereich in der Ostsee zum Einsatz. Nach Modifizierungen, auch mit stärkeren Motoren, wurden sie auch in entfernten Fangplätzen in der Ostsee verwendet. Der Fang der Fische geschah mit Schleppnetz.

## Technische Daten und Ausstattung
Die 17-m-Kutter vom Typ D hatten eine Länge über alles (siehe Schiffsmaße) von 17,60 Meter, eine Breite auf Außenhaut von 5 Meter und eine Seitenhöhe von 2,30 Meter. Der Tiefgang betrug im Mittel 1,54 Meter (größter Tiefgang hinten 1,90 m), die Zuladung Fisch elf Tonnen.
Der Schiffsrumpf war aus Holz gefertigt (Holzplanken auf Holzspanten und -kiel), je Kutter etwa 43 Kubikmeter Eichenschnittholz, zwölf Festmeter Eichenrundholz, zwölf Kubikmeter Nadelholz sowie ein Kubikmeter Buchenholz.
Die Stützsegel (etwa 55 Quadratmeter Segelfläche) wurden benutzt, um den Kutter beim Aussetzen und Einholen des Netzes im Wind zu halten. Die Besatzung nutzte meist nur das Besansegel.

## Bau und Verwendung
Die 17-Meter-Fischkutter Typ D wurden in den Jahren 1938 bis 1942 unter der Leitung von Friedrich Romberg entwickelt. Typ D stand ab 1940 für die Normung des 17 Meter langen Kutters. Der Germanische Lloyd klassifizierte die Kutter nach seinen Vorschriften der Klasse A6, danach A4, „Seefischereifahrzeug“ für alle beteiligten Werften.
Von den 355 von 1946 bis 1956 gebauten 17-m-Kuttern gingen 124 an die zunächst in Saßnitz konzentrierte Fischereiflotte der SBZ, 226 Kutter wurden als Reparationsleistung für die Sowjetunion gefertigt. Der 17-m-Kutter wurde der mit den höchsten Stückzahlen gefertigte Schiffstyp der Küstenfischerei in Mecklenburg und Vorpommern.
Aufgrund der Erfahrungen mit den 17-Meter-Kuttern, aber auch weil es notwendig wurde. weiter entfernte Fangplätze in der Ostsee zu befischen, wurde der Schiffstyp optimiert, dabei war Anfang 1949 auch das Technische Büro der Volkswerft Stralsund beteiligt – diese Optimierungen wurden für die Stralsunder Kutter nicht mehr umgesetzt.
In der SBZ waren 17 Werften mit dem Bau beauftragt; einige der Werften bauten dabei nur die Schiffsrümpfe, die Kutter wurden dann zu anderen Werften zur Endausrüstung gebracht. So wurden auf der Stralsunder Werft sowohl Kutter komplett gebaut als auch Kutter aus anderen Werften ausgerüstet, so auch SAS 86 „Karl Krull“.
Die beteiligten Werften waren:
- Boddenwerft Damgarten (83 Kutter),
- Max Rohde Gehlsdorf (26),
- Schiffs- und Bootswerft Gehlsdorf (35),
- Ingenieur-Bau GmbH/Volkswerft Stralsund (20/7, siehe 17-m-Kutter (Volkswerft Stralsund)),
- Bootswerft Warnemünde (14),
- Schiffs- und Bootswerft Emil Riechert Altwarp (3),
- Bootswerft Gebrüder Freude Anklam (1),
- Schiffswerft Genseburg Anklam (2),
- Schiffswerft Sanitz Barth (4),
- Bootswerft Christian Jarling & Söhne Freest (1),
- Bootswerft Fritz Koldewitz Gager (2),
- Boots- und Yachtwerft Richard Buchholz Greifswald (3),
- Bootswerft Rudolf Menge Lassan (1),
- Bootswerft Wilhelm Wessel Lauterbach (2),
- Bootswerft der Gebrüder Kruse Ückermünde (2) und
- Schiffswerft Horn Wolgast (2)

## Auftraggeber
Auftraggeber waren zunächst vor allem kleinere Fischereibetriebe.
Im Jahr 1945 entschied in der sowjetischen Besatzungszone Deutschlands (SBZ) die Sowjetische Militäradministration in Deutschland (SMAD), dass in der SBZ zahlreiche 17-Meter-Kutter vom Typ D nach Friedrich Rombergs Entwürfen als Teil der von der SBZ an die Sowjetunion zu tätigen Reparationsleistungen gebaut werden sollen, Romberg übernahm am 1. Mai 1946 das von der SMAD in Berlin-Karlshorst eingerichtete Ingenieurtechnische Büro Fischereischiffbau, MRP des Ministeriums für Fischwirtschaft der Sowjetunion. In Stralsund, wo auf Befehl Nr. 103 der SMAD der Aufbau der Volkswerft betrieben wurde, wurde der Bau der 17-m-Kutter der erste Auftrag (siehe 17-m-Kutter (Volkswerft Stralsund)).
Von den in der SBZ bzw. der DDR gefertigten Kuttern wurden die meisten an die Sowjetunion abgeliefert, aber auch an die Fischereibetriebe der sowjetischen Besatzungszone. Vom tatsächlichen Gestehungspreis (entsprechend Ausstattung und Größe zwischen 270.000 DM und 350.000 DM) wurden in die Bilanz der Reparationsleistungen je Schiff 90.000 DM eingestellt.

## Verbleib (Auswahl)
| Schiff                               | Bauwerft              | Ablieferung      | an Auftraggeber                            | Verbleib |
| ------------------------------------ | --------------------- | ---------------- | ------------------------------------------ | --- |
| SAS 86 „Karl Krull“                  | Schiffswerft Sanitz   | 1948             | SBZ, Verband der Fischereigenossenschaften | Einsatz unter dem Fischereizeichen SAS 86, WIS 109. 1979 von der Sozialistischen Deutschen Arbeiterjugend für Projektarbeiten im Verband erworben. Ab 1991 als Traditionssegelschiff Albin Köbis unterwegs. |
| SAS 95 „Adolf Reichwein“             | Boddenwerft Damgarten | 29. April 1949   | SBZ, Verband der Fischereigenossenschaften | Nach Indienststellung Einsatz auf der Nordsee und der Ostsee, zunächst mit Heimathafen Saßnitz mit dem Fischereikennzeichen SAS 95, später Stralsund als STR 190 und zuletzt bis 1969 mit Heimathafen Wolgast als WOG 115. Seit Auf dem Hof des Meeresmuseums ausgestellt.                                                                   |
| SAS 115 „Erfurt“                     | Boddenwerft Damgarten | 7. November 1949 | DDR, Verband der Fischereigenossenschaften | Als SAS 115 in Dienst gestellt, später WOG 83, dann KAR 23. Später bis 2012 Einsatz als Fischereiforschungskutter Clupea . |
| STR 29 „Stralsund“ oder „Volkswerft“ | Volkswerft Stralsund  | 1949             | SBZ, Verband der Fischereigenossenschaften | letztes Schiff der Serie 17-m-Kutter; Umbenennung in SAS 134 „Stralsund“, dann bis 1968 Einsatz als Vermessungs- und Seezeichenfahrzeug D 11 „Flaggtief“ des Seehydrographischen Diensts der DDR, dann WAR 54 „Stralsund“. Außerdienststellung 1968, Wiedereinsatz als Fischereifahrzeug, ab 1990er Jahre Verwendung als Fischverkaufskutter |

Die in obiger Auflistung angeführten Fischereikennzeichen stehen für die Heimathäfen Saßnitz (SAS), Wismar (WIS), Stralsund (STR), Wolgast (WOG), Karlshagen (KAR) sowie Warnemünde (WAR).